# Skilak Lake
Der Skilak Lake ist ein 98 km² großer See auf der Kenai-Halbinsel in Alaska. 
Der 23 km lange und maximal 6,4 km breite See glazialen Ursprungs liegt auf einer Höhe von 59 m in den westlichen Ausläufern der Kenai Mountains im Kenai National Wildlife Refuge. Der Kenai River durchfließt von Osten kommend den Skilak Lake. Nördlich verläuft der Sterling Highway. Ins östliche Ende des Sees fließt über den Skilak River das Schmelzwasser des vom Harding Icefield gespeisten Skilak-Gletschers.